# Joseph Gaspard de Pailhoux de Cascastel
 (février 2014).
Si vous disposez d'ouvrages ou d'articles de référence ou si vous connaissez des sites web de qualité traitant du thème abordé ici, merci de compléter l'article en donnant les références utiles à sa vérifiabilité et en les liant à la section « Notes et références ».
 (décembre 2015).
Joseph Gaspard de Pailhoux de Cascastel (1726-1800) était un conseiller au conseil souverain de Roussillon et un exploitant de mines.

## Biographie
Joseph de Pailhoux de Cascastel né à Toulouse en 1726, est le fils de Gaspard de Pailhoux (1675-1734), médecin des États de Languedoc en 1731 et de Marie-Thérèse Antoinette Hyacinthe de Ros y Sorribes. Avocat au parlement de Toulouse, il est chevalier d'honneur au bureau des finances de la généralité de Montpellier en 1746, puis devient conseiller au conseil souverain de Roussillon le 28 novembre 1759. 
Il épouse en 1745 Marie Anne d'Adhémar de Taura dont il a une fille : Marie Anne de Pailhoux de Cascastel, mariée à Jean de Cardailhac en 1764.
Veuf en 1747, il épouse en secondes noces en 1749 Jeanne de Caussat de Castelmaure, fille de Melchior de Caussat de Castelmaure (1676-1758) et de Jacquette de Massiac, dont : 
- Joseph Melchior (1750-1810), conseiller au conseil souverain du Roussillon, marié en 1780 à Marie Thérèse d'Ortaffa, sa cousine.
- Jacquette (1757-1825), mariée en 1780 à Cascastel à Luc Siméon Auguste Dagobert.
- Thérèse, mariée en 1790 à Louis Le Tellier, sieur du Monchois, conseiller du roi au bailliage de Saint-Lô.
- Paule.
- Françoise (née en 1756), mariée à son cousin Joseph d'Ortaffa en 1797.
- Paul (décédé en 1801), marié en 1791 à Joséphine Savi.
- Martial (né en 1762).

Il meurt en 1800 à Cascastel dont il était maire.

## Exploitation de mines
En 1734, Gaspard de Pailhoux et Marie-Thérèse de Ros, parents de Joseph de Pailhoux avaient acquis le fief noble de Cascastel, dont le sous-sol se trouve composé de mines antiques et médiévales.
Joseph de Pailhoux de Cascastel exploite dès 1763 des mines de fer à Padern et Balansac et de houille à Ségur. Il fonde en mars 1779 une association avec Jean Guillot-Duhamel et Louis Charles Pelletier pour l'exploitation de mines aussi bien sur ses terres qu'alentours.
En août 1779, il obtient des religieux de Abbaye de Lagrasse l'autorisation de construire la forge de Padern et ses canaux au lieu-dit "L'Illiate" au Grau de Padern. L'année suivante, en 1780, le conseil d'état du roi l'autorise à construire des forges et enfin, en 1781, il obtient du conseil d'état la concession des mines découvertes ou à découvrir sur les terres de Cascastel, Villeneuve, Rouffiac, Castelmaure, Davejean, Maisons, Montgaillard, Félines et Palairac.
En 1782, il exploitait du cuivre et du plomb à Balansac, Rouffiac et Recaufa sur le territoire de Villeneuve; du plomb et de l'argent à Peyro Blanco (Pierre Blanche) sur le territoire de Cascastel; de l'antimoine à "Las Corbos" (Les Roches) et à la Bousole sur les territoires de Maisons et Palairac et à Feugerolles et Pech Bosc sur le territoire de Quintillan. Le minerai était fondu dans des fours installés à la Bousole et au château de Cascastel.
Il s'associe ensuite au chimiste Jean-Antoine Chaptal (1756-1832) pour se lancer dans l'exploitation de l'antimoine des Corbières.
En 1793, tous les mineurs employés par Pailhoux de Cascastel sont réquisitionnés pour les besoins de la guerre, ils vont extraire de la houille de la mine de Ségur pour maintenir en activité la forge de Padern. Pendant la période révolutionnaire, Pailhoux de Cascastel et Jean-Antoine Chaptal parviennent à maintenir en activité les mines de charbon et d'antimoine de Cascastel, Maisons, Ségur et Quintillan.
Par le mariage de sa fille Jacquette avec Luc Siméon Auguste Dagobert, les forges de Padern deviennent la propriété de ce-dernier qui s'investit dans cette entreprise. En 1815 sa veuve vend ces forges dont l'activité avait cessé. Le reste des forges passe au frère de Jacquette, Martial qui devient propriétaire des forges de Maisons et de Quintillan dont l'activité cesse en 1811.